# Liste des épisodes de Miss Spider
 (mai 2021).
Si vous disposez d'ouvrages ou d'articles de référence ou si vous connaissez des sites web de qualité traitant du thème abordé ici, merci de compléter l'article en donnant les références utiles à sa vérifiabilité et en les liant à la section « Notes et références ».
Cet article recense la liste des épisodes de la série télévisée américaine-canadienne Miss Spider qui porte un total de 44 épisodes (réparties en 85 segments). 
La série est diffusée du 7 septembre 2004 au 26 octobre 2008 aux États-Unis, Royaume-Uni et Canada.

## Panorama des épisodes
| Saison | Épisodes | Diffusion originale | Diffusion originale |
| Saison | Épisodes | Début de saison     | Fin de saison       |
| ------ | -------- | ------------------- | ------------------- |
| 1      | 14       | 7 septembre 2004    | 14 février 2005     |
| 2      | 12       | 15 mars 2005        | 20 mars 2006        |
| 3      | 17       | 22 mars 2006        | 26 octobre 2008     |

## Épisodes

### Saison 1 (2004-2005)
1. Voler de ses propres ailes / La Métamorphose (I'll Fly Away / All Pupa'ed Out)
2. La Fête des Mères / L'orage (Bug Your Mom Day / A Cloudy Day in Sunny Patch)
3. Une fausse rumeur ! / Les bruits de la nuit (Something's Stinky in Sunny Patch / The Listening Walk)
4. Sucre d'orge / Une drôle d'étoile (Country Bug-Kin / A Star Fell on Sunny Patch)
5. Une amie un peu lente / Las chasse aux haricots (A Little Slow / Stalking the Beanstalk)
6. Le cirque / Une journée d'enfer (Family Circus / Eight is Not Enough)
7. La rose du lac / Le nid d'abeilles (The Marin Rose / A Sticky Situation)
8. La Fête de la forêt / La salle de jeux (Happy Heartwood Day / Ground House Rules)
9. Spido se sent abandonné / La toile à vœux (Fly Away Friends / Bedtime Story)
10. L'audition / Les provisions pour l'hiver (Sing It Sister / Ant-tuition)
11. Un méli-mélo de toiles / Le match de foot (What A Tangled Web / Cry Buggie)
12. ZigZag artiste peintre / Le match de basket (Wiggle's Squiggles / Basketberry Blues)
13. Le serpent / La pièce de théâtre (A Scary Scary Tale / A Bug-a-Boo Day Play)
14. La Princesse des rêves / La fête du houx (Humbug / Dashing Through the Snow)

### Saison 2 (2004-2006)
1. L'amie Mini / La cornemuse (No-See-Um is Believin'! / A Little Bug Music)
2. Un goûter surprenant / Scouts toujours ! (Taste-Bugs / Top O'Big Tree)
3. Le Capitaine Sunny Patch / Les nouvelles aventures du Capitaine Sunny Patch (Captain Sunny Patch / Captain Sunny Patch Flies Again)
4. Drôle de grippe ! / Le cadran solaire (The Bug Flu / A Time Telling Tale)
5. L'arbre généalogique / Une cascade aérienne (Family Tree / The Jitterbug)
6. La pierre de la sagesse / Spindella fait du baby-sitting (The Thinking Stone / Big Bad Buggysitter)
7. Mais où sont passées les lunettes ? / Querelle pour une myrtille (Seeing Straight / Stumped!)
8. Plein de pattes ! / C'est notre maman ! (Eight Legs Up / Spider Mom)
9. Une nouvelle amie / Une famille unie (Best Bug Buddies / Snuggle Bugs)
10. La grenouille secrète (Secret Frog)
11. Le géant vert (The Big Green Bug)
12. Les grenouilles sont nos amies (Be Good to Bugs...and Frogs)

### Saison 3 (2006-2008)
1. (Fungus Among Us / Ground Bound)
2. (Pitch and Itch / Bounce Back)
3. (Lost and Sound / It's My Party)
4. (Lulla-Bug / The Most Perfect Parent)
5. (Dam the Puddle / Flower Power)
6. (Snake Charmer / A Party for Pops)
7. (Frog in the Moon / Moon Music and Sun Songs)
8. (Giddy Up Bugs / A Plushy Parable)
9. (Mr. Mocking-Bug / Odd Bug Fellows)
10. (Spring Unsprung / Bumbling Bees)
11. (Eclipse / Hide and Sleuth)
12. (Master Mantis / Bug-Versity)
13. (Bringing Up Shrubby / Stuck on You)
14. (Bug Talk / The Befuddled Butterfly)
15. (Good Deed Seeds / Shelley and the Brain)
16. (Little Ladybug Lost / A Beetle-Ful Family)
17. (Night and Day / Cob Fog)